# Wacław Jacek Laskowski
Wacław Jacek Laskowski herbu Korab, ps. Грицко (Grześ) ur. 24 listopada 1857 w Jatwiesku, w gub. grodzieńskiej, pow. wołkowyski, zm. 26 listopada 1932 w Warszawie – w młodości działacz socjalistyczny i współpracownik Narodnej Woli, inżynier-technolog, zesłaniec syberyjski.

## Rodzina
Pochodził z rodziny ziemiańskiej. Był trzecim synem asesora kolegialnego Ignacego Laskowskiego i jedynym jego drugiej żony Olgi z Bohuszewiczów. Ojciec zesłany został na Syberię za udział w powstaniu styczniowym, a następnie zmuszony do sprzedaży dziedzicznego majątku Jatwiesk. Miał dwóch przyrodnich braci – Józefa i Dominika. Dwukrotnie żonaty – pierwszy raz z Aleksandrą z Pawłowiczów w 1882 (ślub na Butyrkach, a po owdowieniu z Marią Joanną z Missunów.
Z pierwszą żoną miał syna Jacka (1883-1884), z drugą czterech synów: Ottona (1892-1953) – historyka wojskowości, majora W.P.; Wacława (1893-1915) – studenta Akademii Rolniczej w czeskim Taborze, poległego w czasie I wojny światowej; Kazimierza (1899-1961) – sportowca, olimpijczyka z 1928 r., majora W.P. i Leona (1905-1968) – inżyniera, powstańca warszawskiego, oraz córkę Olgę (1896-1964) – absolwentkę Uniwersytetu Warszawskiego, działaczkę kobiecą.

## Edukacja
Uczył się początkowo w domu rodzinnym, a następnie w gimnazjum w Grodnie. W latach 1876–1881 studiował w Petersburskim Państwowym Instytucie Technologicznym.

## Działalność Socjalistyczna
W 1880 roku wstąpił do petersburskiego koła tak zwanej Gminy Socjalistów Polskich – konspiracyjnej organizacji głoszącej hasła rewolucji społecznej oraz wyzwolenia narodowego. Podjął się w niej funkcji skarbnika. Udostępniał własne mieszkanie na zebrania organizacyjne, przepisywał odezwy, rozpowszechniał nielegalne wydawnictwa, a także współuczestniczył w projektowaniu prasy drukarskiej dla warszawskiego koła „Gminy”. W pracy organizacyjnej posługiwał się pseudonimem Грицько (Grześ).
Pod wpływem Ignacego Hryniewieckiego, z którym był na jednym roku i przez pewien czas dzielił stancję, podjął współpracę z Narodną Wolą, w ramach której przechowywał na terenie Instytutu Technologicznego dostarczane przez Hryniewieckiego blankiety paszportowe i podrobione pieczęcie urzędowe. Zorganizował „narodnikom”, wspólnie z Michałem Hatowskim, prymitywną drukarnię.
Aresztowany w marcu 1881 roku w trakcie zakrojonej na dużą skalę akcji Ochrany.
W czasie śledztwa przebywał w więzieniu w Petersburgu.
Na początku 1882 został skazany (w trybie administracyjnym) na karę 5 lat zesłania, przeniesiony do moskiewskich Butyrek, a w kwietniu 1882 wysłany do Jałutorowska w guberni tobolskiej w zachodniej Syberii.

## Zesłanie i pobyt na Syberii
Utrzymywał się początkowo z usług szewskich, których nauczył się od jednego ze współwięźniów i buchalterii. Od 1884 zatrudniony w przedsiębiorstwach należących do rodziny Alfonsa Koziełł-Poklewskiego. Przez pewien czas kierował gorzelnią w Szadryńsku. Pozostał na Syberii po okresie zesłania ze względu na zakaz osiedlenia w europejskiej części imperium. Z powodzeniem poszukiwał złota. Od 1899 roku był właścicielem kopalni na złotonośnych terenach południowego Uralu w okolicach miejscowości Koczkar (współcześnie Płast w obwodzie czelabińskim). Od końca lat 80. XIX w. współorganizował Koła Opieki nad Polakami – zesłańcami politycznymi w Demarino i Troicku.

## Dalsze losy
W 1911 roku, po cofnięciu przez władze zakazu, wyjechał wraz z rodziną do Połocka. Mieszkał następnie w Witebsku, rodzinnym majątku Laskowo w powiecie kobryńskim i Warszawie. W 1918 i 1920 był członkiem Straży Obywatelskiej w stolicy. W odrodzonej Polsce pracował jako urzędnik w Ministerstwie Poczt i Telegrafów. Zorganizował Muzeum Pocztowo-Telegraficzne. Należał do Stowarzyszenia Byłych Więźniów Politycznych. Poglądy socjalistyczne zachował do końca życia. Zmarł w Warszawie 26 listopada 1932 r. Pochowany na Cmentarzu Bródnowskim (kwatera 59A-1-18).